# Nonagria leucaneura
Nonagria leucaneura är en fjärilsart som beskrevs av George Francis Hampson 1910. Nonagria leucaneura ingår i släktet Nonagria och familjen nattflyn. Inga underarter finns listade i Catalogue of Life.